# National Highway 20
National Highway 20 (NH 20) ist eine Hauptfernstraße im Nordwesten des Staates Indien mit einer Länge von 220 Kilometern. Sie beginnt in Pathankot im Bundesstaat Punjab am NH 1A und führt nach 10 km durch diesen Bundesstaat weitere 210 km durch den benachbarten Bundesstaat Himachal Pradesh, wo sie in Mandi am NH 70 endet.